# 壽儒
壽儒（1463年—？），字宗魯，湖廣黃州府蘄州民籍，浙江紹興府上虞縣人，明朝政治人物。

## 生平
湖廣鄉試第七十八名舉人。成化二十三年（1487年）中式丁未科會試第二百二十四名，二甲第八十一名進士。

## 家族
曾祖壽椿齡；祖父壽安，冠帶舉人；父壽章，伴讀。母董氏。具庆下。